# On the Run II Tour
Tournées par Beyoncé et Jay Z
On The Run Tour
(2014) Renaissance World Tour (2023)
On the Run II Tour est la seconde tournée mondiale commune de Beyoncé et Jay-Z. Elle est officiellement annoncée le 12 mars 2018. Elle fait suite à leur tournée de 2014, On The Run Tour

## Liste des titres interprétés
Cette liste est celle d'un concert à Paris et ne représente pas nécessairement toute la tournée
1. Holy Grail
2. Part II (On the Run)
3. '03 Bonnie & Clyde
4. Drunk in Love
5. Diva / Clique
6. Dirt off Your Shoulder
7. On to the Next One
8. FuckWithMeYouKnowIGotIt
9. ***Flawless / Feeling Myself
10. Naughty Girl / Big Pimpin'
11. Run This Town
12. Baby Boy / Mine / Mi Gente
13. Bam
14. Black Effect / Hold Up / Countdown
15. Sorry
16. 99 Problems
17. Ring the Alarm / Don't Hurt Yourself
18. I Care vs 4:44
19. Song Cry / MaNyfaCedGod
20. Resentment
21. Family Feud
22. Upgrade U
23. Niggas in Paris
24. Beach is Better
25. Formation
26. Run the World (Girls)
27. Public Service Announcement
28. The Story of O.J.
29. Déjà Vu
30. Show Me What You Got / Crazy in Love
31. Freedom
32. U Don't Know
33. Perfect Duet / Young Forever / Apeshit

## Historique
Billboard rapporte que les recettes de cette tournée pourraient être deux fois supérieures à celles de On The Run Tour, avec des estimations entre 180 millions et 200 millions de dollars
Avec les premières mises en vente, une date supplémentaire est ajoutée pour Amsterdam, car la première date s'est vendue en une heure, tout comme Paris, Landover, East Rutherford, Chicago, Atlanta et Los Angeles. Le 20 mars 2018, d'autres dates sont ajoutées dans d'autres villes : Columbus, Columbia et Seattle, puis une seconde date à Houston le lendemain.

## Dates et lieux des concerts
| Date              | Ville               | Pays            | Salle                          | Première partie         | Affluence                    | Recettes     |
| ----------------- | ------------------- | --------------- | ------------------------------ | ----------------------- | ---------------------------- | ------------ |
| EUROPE / UK       |                     |                 |                                |                         |                              |              |
| 6 juin 2018       | Cardiff             | Royaume-Uni     | Millennium Stadium             | N/A                     | 39,731 / 39,731              | $4,186,450   |
| 9 juin 2018       | Glasgow             | Royaume-Uni     | Hampden Park                   | N/A                     | 37,963 / 37,963              | $4,132,251   |
| 13 juin 2018      | Manchester          | Royaume-Uni     | Etihad Stadium                 | N/A                     | 46,990 / 46,990              | $5,700,721   |
| 15 juin 2018      | Londres             | Royaume-Uni     | Stade Olympique de Londres     | N/A                     | 126,443 / 126,443            | $11,035,860  |
| 16 juin 2018      | Londres             | Royaume-Uni     | Stade Olympique de Londres     | N/A                     | 126,443 / 126,443            | $11,035,860  |
| 19 juin 2018      | Amsterdam           | Pays-Bas        | Amsterdam ArenA                | N/A                     | 97,869 / 97,869              | $9,753,269   |
| 20 juin 2018      | Amsterdam           | Pays-Bas        | Amsterdam ArenA                | N/A                     | 97,869 / 97,869              | $9,753,269   |
| 23 juin 2018      | Copenhague          | Danemark        | Parken Stadium                 | N/A                     | 45,356 / 45,356              | $5,741,911   |
| 25 juin 2018      | Stockholm           | Suède           | Friends Arena                  | N/A                     | 46,647 / 46,647              | $4,610,554   |
| 28 juin 2018      | Berlin              | Allemagne       | Olympiastadion                 | N/A                     | 57,155 / 57,155              | $5,697,111   |
| 30 juin 2018      | Varsovie            | Pologne         | Stade national de Varsovie     | N/A                     | 53,500 / 53,500              | $4,624,995   |
| 3 juillet 2018    | Cologne             | Allemagne       | RheinEnergieStadion            | N/A                     | 39,501 / 39,501              | $4,520,814   |
| 6 juillet 2018    | Milan               | Italie          | Stadio San Siro                | N/A                     | 49,051 / 49,051              | $4,460,552   |
| 8 juillet 2018    | Rome                | Italie          | Stadio olimpico                | N/A                     | 40,440 / 40,440              | $3,475,543   |
| 11 juillet 2018   | Barcelone           | Espagne         | Stade olympique Lluís-Companys | N/A                     | 46,982 / 46,982              | $4,733,549   |
| 14 juillet 2018   | Paris               | France          | Stade de France                | N/A                     | 111,615 / 111,615            | $10,905,089  |
| 15 juillet 2018   | Paris               | France          | Stade de France                | N/A                     | 111,615 / 111,615            | $10,905,089  |
| 17 juillet 2018   | Nice                | France          | Allianz Riviera                | N/A                     | 33,662 / 33,662              | $3,898,880   |
| AMERIQUE DU NORD  |                     |                 |                                |                         |                              |              |
| 25 juillet 2018   | Cleveland           | États-Unis      | FirstEnergy Stadium            | Chloe x Halle DJ Khaled | 38,931 / 38,931              | $4,194,376   |
| 27 juillet 2018   | Landover            | États-Unis      | FedEx Field                    | Chloe x Halle DJ Khaled | 81,964 / 81,964              | $11,437,578  |
| 28 juillet 2018   | Landover            | États-Unis      | FedEx Field                    | Chloe x Halle DJ Khaled | 81,964 / 81,964              | $11,437,578  |
| 30 juillet 2018   | Philadelphie        | États-Unis      | Lincoln Financial Field        | Chloe x Halle DJ Khaled | 54,870 / 54,870              | $6,709,691   |
| 2 août 2018       | East Rutherford     | États-Unis      | MetLife Stadium                | Chloe x Halle DJ Khaled | 99,755 / 99,755              | $13,886,416  |
| 3 août 2018       | East Rutherford     | États-Unis      | MetLife Stadium                | Chloe x Halle DJ Khaled | 99,755 / 99,755              | $13,886,416  |
| 5 août 2018       | Foxborough          | États-Unis      | Gillette Stadium               | Chloe x Halle DJ Khaled | 47,667 / 47,667              | $6,159,980   |
| 8 août 2018       | Minneapolis         | États-Unis      | U.S. Bank Stadium              | Chloe x Halle DJ Khaled | 32,851 / 32,851              | $3,627,417   |
| 10 août 2018      | Chicago             | États-Unis      | Soldier Field                  | Chloe x Halle DJ Khaled | 86,602 / 86,602              | $12,303,099  |
| 11 août 2018      | Chicago             | États-Unis      | Soldier Field                  | Chloe x Halle DJ Khaled | 86,602 / 86,602              | $12,303,099  |
| 13 août 2018      | Detroit             | États-Unis      | Ford Field                     | Chloe x Halle DJ Khaled | 43,699 / 43,699              | $5,310,376   |
| 16 août 2018      | Columbus            | États-Unis      | Ohio Stadium                   | Chloe x Halle DJ Khaled | 35,083 / 35,083              | $3,142,160   |
| 18 août 2018      | Buffalo             | États-Unis      | New Era Field                  | Chloe x Halle DJ Khaled | 38,053 / 38,053              | $4,262,076   |
| 21 août 2018      | Columbia            | États-Unis      | Williams-Brice Stadium         | Chloe x Halle DJ Khaled | 38,057 / 38,057              | $3,920,226   |
| 23 août 2018      | Nashville           | États-Unis      | Vanderbilt Stadium             | Chloe x Halle DJ Khaled | 35,353 / 35,353              | $4,058,910   |
| 25 août 2018      | Atlanta             | États-Unis      | Mercedes-Benz Stadium          | Chloe x Halle DJ Khaled | 105,170 / 105,170            | $14,074,692  |
| 26 août 2018      | Atlanta             | États-Unis      | Mercedes-Benz Stadium          | Chloe x Halle DJ Khaled | 105,170 / 105,170            | $14,074,692  |
| 29 août 2018      | Orlando             | États-Unis      | Camping World Stadium          | Chloe x Halle DJ Khaled | 39,423 / 39,423              | $4,749,202   |
| 31 août 2018      | Miami               | États-Unis      | Hard Rock Stadium              | Chloe x Halle DJ Khaled | 44,310 / 44,310              | $6,295,535   |
| 11 septembre 2018 | Arlington           | États-Unis      | AT&T Stadium                   | Chloe x Halle DJ Khaled | 41,626 / 41,626              | $5,713,125   |
| 13 septembre 2018 | La Nouvelle-Orléans | États-Unis      | Mercedes-Benz Superdome        | Chloe x Halle DJ Khaled | 40,939 / 40,939              | $5,437,147   |
| 15 septembre 2018 | Houston             | États-Unis      | NRG Stadium                    | Chloe x Halle DJ Khaled | 87,936 / 87,936              | $11,056,837  |
| 16 septembre 2018 | Houston             | États-Unis      | NRG Stadium                    | Chloe x Halle DJ Khaled | 87,936 / 87,936              | $11,056,837  |
| 19 septembre 2018 | Glendale            | États-Unis      | University of Phoenix Stadium  | Chloe x Halle DJ Khaled | 37,174 / 37,174              | $4,426,568   |
| 22 septembre 2018 | Los Angeles         | États-Unis      | Rose Bowl                      | Chloe x Halle DJ Khaled | 106,550 / 106,550            | $13,464,062  |
| 23 septembre 2018 | Los Angeles         | États-Unis      | Rose Bowl                      | Chloe x Halle DJ Khaled | 106,550 / 106,550            | $13,464,062  |
| 27 septembre 2018 | San Diego           | États-Unis      | Qualcomm Stadium               | Chloe x Halle DJ Khaled | 42,953 / 42,953              | $5,445,486   |
| 29 septembre 2018 | Santa Clara         | États-Unis      | Levi's Stadium                 | Chloe x Halle DJ Khaled | 47,235 / 47,235              | $7,548,208   |
| 2 octobre 2018    | Vancouver           | Canada          | BC Place Stadium               | Chloe x Halle DJ Khaled | 39,032 / 39,032              | $4,366,828   |
| 4 octobre 2018    | Seattle             | États-Unis      | CenturyLink Field              | Chloe x Halle DJ Khaled | 40,718 / 40,718              | $4,888,994   |
| AFRIQUE           |                     |                 |                                |                         |                              |              |
| 2 décembre 2018   | Johannesbourg       | Afrique du Sud  | FNB Stadium                    | N/A                     | N/A                          | N/A          |
| CUMULATIF TOTAL   | CUMULATIF TOTAL     | CUMULATIF TOTAL | CUMULATIF TOTAL                | CUMULATIF TOTAL         | 2,176,963 / 2,176,963 (100%) | $254,514,982 |